# Ивановка (Лесостенковский сельсовет)
Ивановка (укр. Іванівка), село, 
Лесностенковский сельский совет, 
Купянский район, 
Харьковская область.
На карте 1977 года население указано 36 человек.
Село ликвидировано в 1987 году .

## Географическое положение
Село Ивановка находится на левом берегу реки Синиха, 
ниже по течению примыкает к селу Воронцовка, 
река в этом месте пересыхает.

## Экономика
Молочно-товарная ферма.